# Psilocera americana
Psilocera americana är en stekelart som först beskrevs av William Harris Ashmead 1888.  Psilocera americana ingår i släktet Psilocera och familjen puppglanssteklar. Inga underarter finns listade i Catalogue of Life.